# Magliolo
Magliolo (en ligur Maggiêu) és un comune italià, situat a la regió de la Ligúria i a la província de Savona. El 2015 tenia 974 habitants.

## Geografia
Té una superfície de 19,57 km² i les frazioni de Canova, Isallo i Melogno. Limita amb Bardineto, Calizzano, Giustenice, Rialto i Tovo San Giacomo.

## Evolució demogràfica
| Gràfica d'evolució de Magliolo entre 1861 i 2011 |
|                                                  |
| Font: ISTAT                                      |